# Beto Zapata
Mario Alberto Zapata Montalvo, más conocido como Beto Zapata, (nacido en San Nicolás de los Garza, 11 de noviembre de 1972) es un cantante y compositor mexicano. Es el acordeonista y primera voz del grupo Pesado. En 2010 hizo la grabación de un tema con banda lo cual despertó controversias ya que se rumoraba la separación del grupo del cual es director, a lo cual lo desmintió diciendo que el grupo continuaría y que este disco solo sería una inquietud que él tenía hacía tiempo.

## Solista
El 6 de septiembre de 2011 fue el gran día en que Beto Zapata lanzara a la luz su primer disco en solitario con Banda este acompañado del sencillo “Prisionero de tus Brazos” que lleva por nombre el mismo que el disco. “Prisionero de tus Brazos” está compuesto por 10 temas en los que Beto Zapata es acompañado por la Banda La Trakalosa de Monterrey. Dos de estos temas es el sencillo que se promociona actualmente “El código secreto”, mismo que el público podrá disfrutar en la versión con Gloria Trevi, y sólo con Beto Zapata, además del tema “Déjame amarte más” que ya había sido añadido como bonus track en la Edición Especial de “Desde la Cantina”. Beto Zapata ya ha demostrado que tiene dotes como un gran compositor, no podía faltar un tema de su propio puño y letra, se trata de “El maestro”, una ranchera con la que muchos hombres probablemente se identificarán. A pesar de que Beto Zapata lanzara su disco al mercado, el grupo Pesado, no deja de ser su prioridad ya que la agrupación es su vida y lo que ha logrado a lo largo de los años y en cuanto a la relación con Pepe Elizondo, Luis Mario Garza, Julio Tamez, y Toño Pequeño es de una gran familia, y como familia ellos lo apoyan para que cumpla este sueño.

## Canciones
1. El código secreto.
2. Y que dijiste.
3. El maestro.
4. Enamorado.
5. Que no pase.
6. Prisionero de tus brazos.
7. Me dije, le dije.
8. Dejáme amarte más.
9. La garrapata.
10. El código secreto. (Con Gloria Trevi)
11. Ingrato amor.

- Datos: Q65115086